# Kerkhof van Lanchères

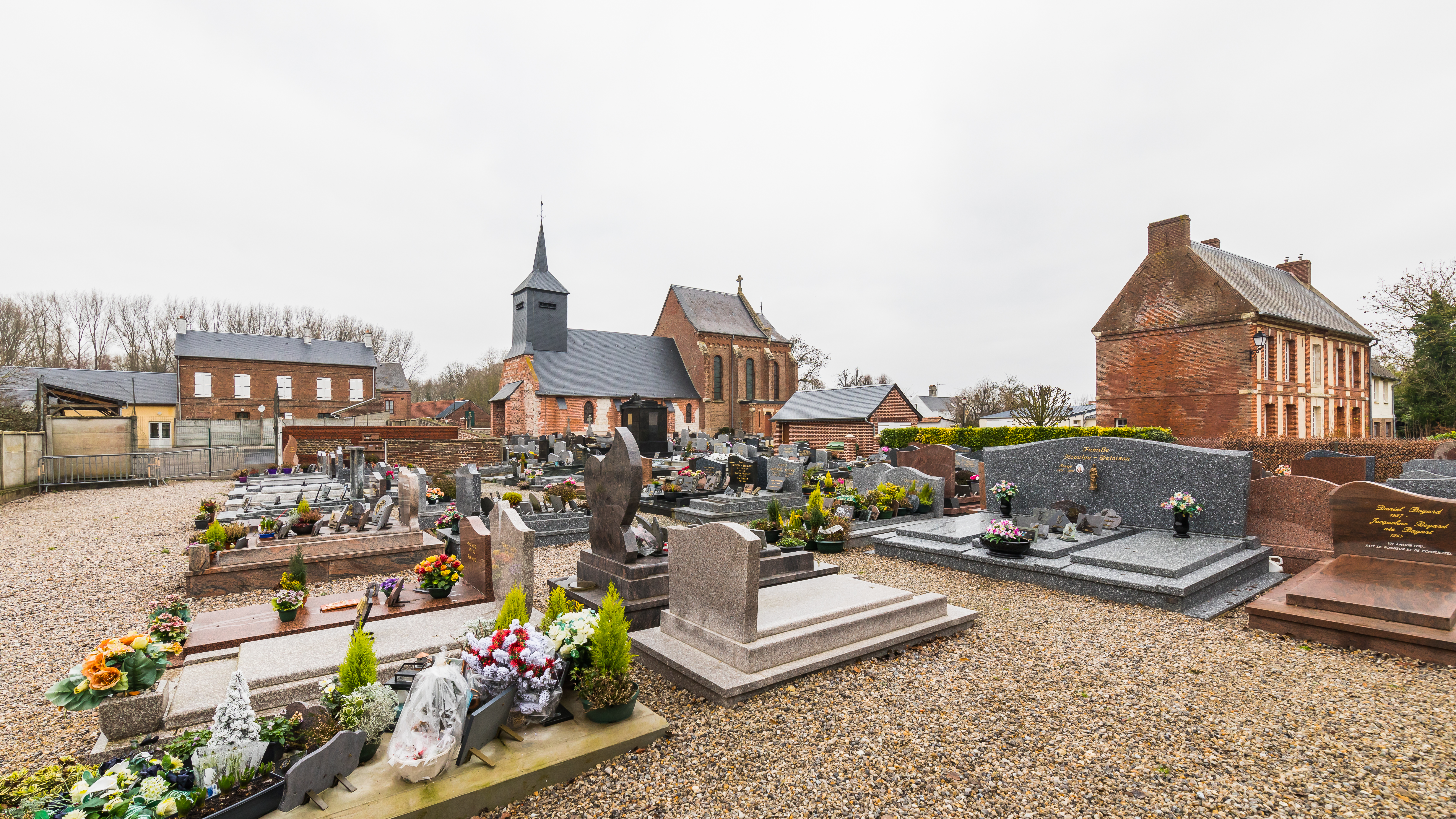
Het kerkhof met de kerk in de achtergrond

Het kerkhof van Lanchères is een begraafplaats gelegen bij de Église de la Nativité de la Sainte-Vierge van de Franse plaats Lanchères in het departement Somme in de regio Hauts-de-France.

## Militaire graven
De begraafplaats telt 6 geïdentificeerde Britse graven van aan het begin van de Tweede Wereldoorlog gesneuvelde soldaten van de Argyll and Sutherland Highlanders. Deze militaire graven worden onderhouden door de Commonwealth War Graves Commission, die het kerkhof heeft ingeschreven als Lancheres Churchyard.